# Zákon o státním občanství České republiky
Zákon o státním občanství České republiky byl přijat Parlamentem České republiky 11. června 2013 a vyhlášen v Sbírce zákonů pod číslem 186/2013 Sb. Účinnosti nabyl 1. ledna 2014. 
Zákon zrušil dosavadní zákon o nabývání a pozbývání státního občanství České republiky ze dne 29. prosince 1992 a jeho novely a změnil zákon o zpravodajských službách České republiky, zákon o evidenci obyvatel a zákon o právních poplatcích.

## Obsah zákona
Tento zákon upravuje nabývání a pozbývání státního občanství České republiky.

### Nabývání státního občanství
Nabývání občanství upravují § 3 až 39. Podle nich se občanství získává:
- narozením – uplatňuje se ius sanguinis, kdy dítě nabývá občanství po alespoň jednom českém rodiči.
- určením otcovství – vzniká v okamžiku nabytí právní moci rozhodnutí soudu o určení otcovství.
- osvojením
- nalezením na území České republiky – do 3 let věku dítěte. Ustanovením se Česká republika snaží předcházet vzniku bezdomovectví, ke kterému se zavázala v mezinárodních smlouvách (např. Úmluva o omezení případů bezdomovectví).
- udělením – jedná se o vznik tzv. naturalizací. O udělení rozhoduje ministerstvo vnitra, přičemž na udělení není podle § 12 právní nárok. Vzniká složením státoobčanského slibu. Pokud občanství žadatel získal na základě podvodu, hledí se na něj, jako by se občanem nikdy nestal.
- prohlášením – týká se občanů, kteří pozbyli české nebo československé občanství před nabytím tohoto zákona.
- v souvislosti se svěřením do ústavní, pěstounské nebo jiné formy náhradní péče

### Pozbývání státního občanství
Podle čl. 12 Ústavy nemůže být nikdo proti své vůli zbaven státního občanství. Vzdát se ho tedy občan musí dobrovolně na základě splnění všech následujících podmínek:
- trvale se zdržuje v cizině
- nemá v České republice trvalý pobyt
- je občanem jiného státu nebo o toto občanství žádá (tedy aby se vzdáním občanství nestal apatridou)

Občanství jinak zaniká smrtí osoby.